# Departament de Copán
Copán és un departament hondureny, fronter amb Guatemala. La seua capital és Santa Rosa de Copán; té una superfície de 3242 km², i d'acord amb el cens de 1991 la població del departament és d'uns 226.000 habitants.

## Municipalitats
1. Cabañas
2. Concepción
3. Copán Ruinas
4. Corquín
5. Cucuyagua
6. Dolores
7. Dulce Nombre
8. El Paraíso
9. Florida
10. La Jigua
11. La Unión
12. Nueva Arcadia
13. San Agustín
14. San Antonio
15. San Jerónimo
16. San José
17. San Juan de Opoa
18. San Nicolás
19. San Pedro de Copán
20. Santa Rita (Copán)
21. Santa Rosa de Copán
22. Trinidad de Copán
23. Veracruz (Copán)